# Heptagenia solitaria
Heptagenia solitaria är en dagsländeart som beskrevs av Mcdunnough 1924. Heptagenia solitaria ingår i släktet Heptagenia och familjen forsdagsländor. Inga underarter finns listade i Catalogue of Life.